# Institution Rossat
Pour les articles homonymes, voir Rossat.
L'institution Rossat était un établissement d'enseignement  privé et laïque fondé en 1853 à Charleville, caractérisé notamment par des installations consacrées aux études scientifiques et industrielles. Elle a compté parmi ses élèves plusieurs personnalités ardennaises, des scientifiques et industriels mais aussi Arthur Rimbaud ou encore Jules Mary.

## Histoire
L'institution Rossat était un établissement d'enseignement fondé en 1853 à Charleville. Elle s'est appelée initialement Institution Liès-Bodart et Rossat. Liès-Bodart était un professeur de la faculté des sciences de Strasbourg, propriétaire des lieux. Rossat était le patronyme de François-Sébastien Rossat, qui était à l'origine de cette institution et l'a animée pendant plusieurs années. Il avait précédemment enseigné lui aussi à la faculté des sciences de Strasbourg. L'institution Rossat se caractérisait notamment par des installations de travaux pratiques dédiées aux études scientifiques et industrielles, et par la mise en place d'un amphithéâtre et d'un gymnase,.
Ultérieurement, l'établissement est devenu l'institution Barbadaux, l'institution Saint-Rémi, puis le lycée polyvalent Saint Paul.

## Localisation
L'entrée se faisait au 11, rue de l'Arquebuse, près de la place actuellement appelée Place Winston-Churchill (longtemps place Carnot). L'entrée se distinguait peu de celles des maisons avoisinantes. Après un vestibule, on accédait à une cour (l'établissement comportait plusieurs cours). Le lieu était un ancien couvent de Carmélites.

## Personnalités liées à l'établissement
L'établissement, au 11 de la rue de l'Arquebuse, recevait des externes et des pensionnaires. Il a accueilli à la fin du Second Empire, plusieurs élèves qui deviendront des personnalités des lettres, des sciences, et de l'industrie, notamment :
- Émile Corneau (1826-1906)[5] ;
- Jules Mary (1851-1922)[6] ;
- Alcide Railliet (1852-1930)[7] ;
- Arthur Rimbaud (1854-1891)[3],[8] ;
- Raymond Jubert (1889-1917), élève de l'institution Saint-Rémy.